# TeamViewer
TeamViewerはリモートデスクトップ、デスクトップ共有、オンライン会議、Webセミナー、コンピュータ間のファイル転送用の独自のコンピュータソフトウェアパッケージである。

## 特徴
TeamViewerは、Microsoft Windows、macOS、Linux、ChromeOS、iOS、Android、Windows RTのオペレーティングシステムで使用可能である。 TeamViewerを実行しているマシンにWebブラウザでアクセスすることも可能である。 アプリケーションの主な機能はリモートデスクトップだが、さらに共同制作やプレゼンテーションの機能が含まれている。
TeamViewerは、非営利のユーザーは無料で使用できる。さらに、ビジネス、プレミアム、コーポレートの各バージョンが用意されている。

## 歴史
TeamViewer有限会社は2005年にドイツのゲッピンゲンに創設された。 英国に本拠を置く非公開投資会社Permiraは、2014年に米国ノースカロライナ州ダーラムのソフトウェア開発会社GFI SoftwareからTeamViewer GmbHを買収した。同社はAirbackupというオンラインバックアップクラウドサービスも提供している。2019年9月、
TeamViewer GmbHは「TeamViewer AG」としてフランクフルト証券取引所に株式上場を行った（Permiraは主要株主としての地位を保持）。
2020年、TeamViewerソフトウェアは、COVID-19のロックダウンと、何百万人もの人々のリモートワークへのシフトにより大幅に需要が拡大した。
2020年7月、Teamviewerは、拡張現実（AR）とモノのインターネット（IoT）の提供を拡大するために、拡張現実企業Ubimaxを買収することに合意した。
日本法人「TeamViewerジャパン株式会社」は、東京（新丸の内ビルディング）にオフィスを持つ。

## セキュリティ
TeamViewerは、4096ビットRSA秘密/公開鍵交換とAdvanced Encryption Standard AES（256ビット）セッション暗号化に基づく暗号化、2要素認証、異常なアクティビティでの強制パスワードリセット、および信頼できるデバイスのリスト機能（ホワイトリスト）が含まれている。

## 不正使用
TeamViewerや類似のサービスは、かつて電話による技術サポート詐欺に使用された。犯罪者は、ランダムに、またはリストから電話をかけ、マイクロソフトのような会社の名前を使用して、被害者のコンピューターがマルウェアに感染したと勘違いさせるような、コンピューターサポートサービスを提供すると主張するのである。 遠隔操作サービスをインストールすることで、攻撃者がコンピュータにマルウェアを感染させ、被害者にコンピュータへのアクセスを許可させ、個人ファイルを削除したり、コピーしたりするのである。 この詐欺を調査しているワイヤード誌のジャーナリストが、詐欺師によりTeamViewerをインストールするよう求められた。
2016年3月には、「Surprise」という名前のランサムウェアが、他の流通手段がある中で、感染経路としてTeamViewerの脆弱性を悪用していたことが報告された。
2016年6月には、何百ものTeamViewerユーザーが、中国の不正な住所や不正使用された銀行口座からコンピュータにアクセスされたことを報告した。 TeamViewerは直接的にハッキングされたことを否定したが、サービス妨害攻撃があったため、サービスが誤動作で接続不能になった。
2017年3月、英国のISPである TalkTalk Groupは、顧客をオンライン詐欺から守るため、一時的にTeamViewerサービスをブロックした。

## バージョン履歴
| バージョン    | リリース日     | 説明                    |
| ------------- | -------------- | ----------------------- |
| TeamViewer 15 | 2019年11月19日 |                         |
| TeamViewer 14 | 2018年11月13日 |                         |
| TeamViewer 13 | 2017年11月28日 |                         |
| TeamViewer 12 | 2016年11月29日 |                         |
| TeamViewer 11 | 2015年12月     |                         |
| TeamViewer 10 | 2014年12月     | Mac OS X Lion(10.7)以上 |
| Teamviewer 9  | 2013年12月     |                         |
| TeamViewer 8  | 2012年12月     |                         |
| TeamViewer 7  | 2011年11月     |                         |
| TeamViewer 6  | 2010年12月     |                         |
| TeamViewer 5  | 2009年12月     |                         |